# Solothurn-Lebern

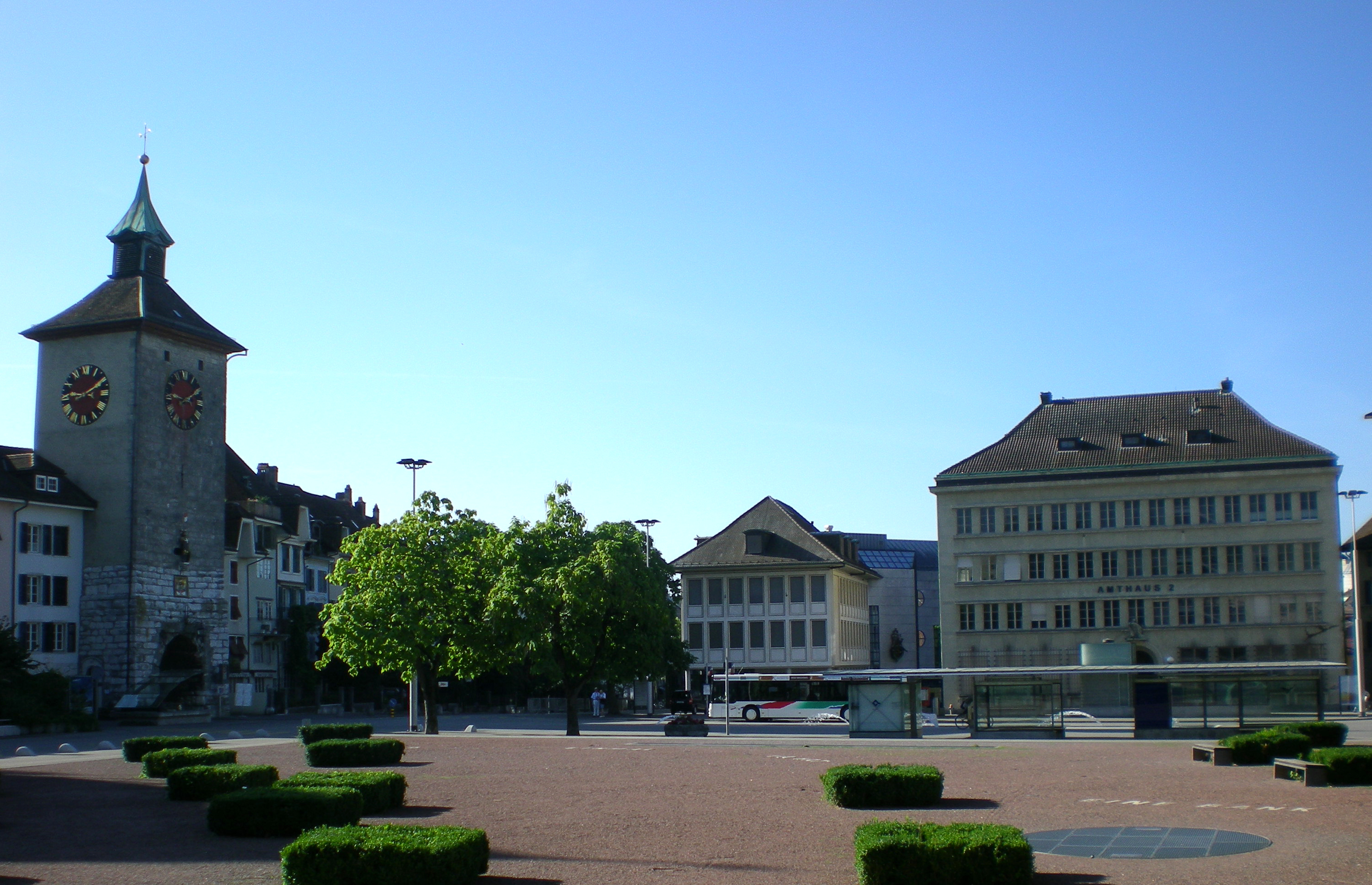
Amthausplatz i Solothurn med amtets domstolsbyggnad till höger

Solothurn-Lebern är ett amt (Amtei) med 57 900 invånare i kantonen Solothurn i Schweiz. Amtet består av distrikten Solothurn och Lebern.

## Förvaltningsenheter
Domstol och förvaltningsmyndigheter är lokaliserade till Solothurn. I Grenchen finns ett lokalkontor (amtsschreiberei) för Grenchen och Bettlach.

## Valkrets
Amtet fungerar som valkrets till Solothurns kantonsparlament (Kantonsrat) med 23 mandat, fördelade enligt nedan vid valet 2017:
- Schweiz kristdemokratiska folkparti: 4
- FDP. Liberalerna: 7
- Schweiziska folkpartiet: 3
- Socialdemokraterna: 5
- Schweiz gröna parti: 3
- Grönliberala partiet: 1

## Kommuner
Solothurn-Lebern består av 16 kommuner. Distriktet Solothurn utgör en kommun, övriga 15 kommuner ligger i distriktet Lebern.

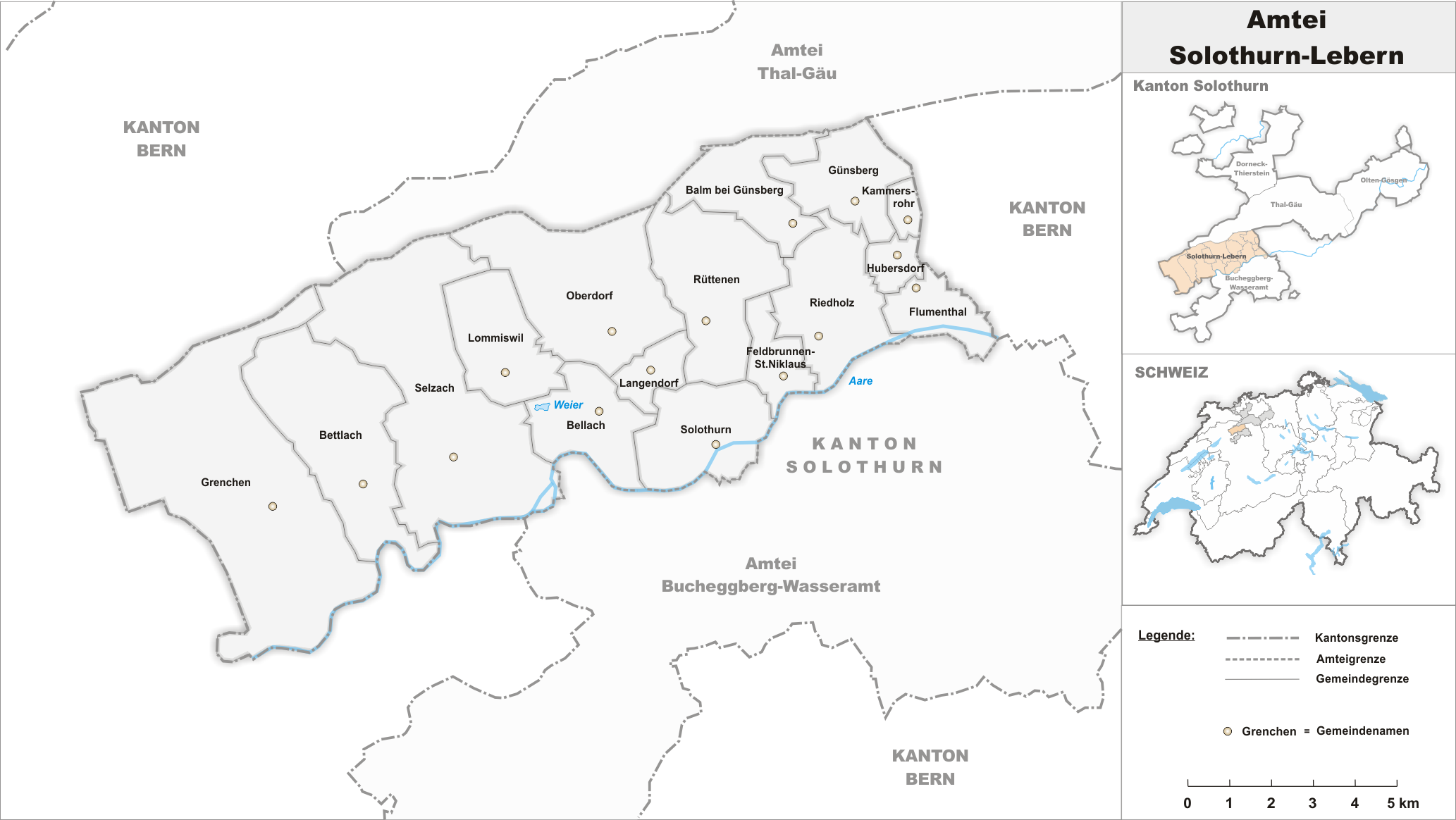
Kommunindelning i Solothurn-Lebern